# FIFA 08
FIFA 08 è un videogioco di calcio appartenente alla popolare serie FIFA. Il gioco è stato sviluppato da EA Canada ed è stato pubblicato da EA Sports in Europa il 28 settembre 2007, mentre in Australasia è uscito il giorno prima; nel Nordamerica è stato pubblicato il 9 ottobre. Il gioco è disponibile sulle seguenti piattaforme: Xbox 360, PlayStation 3, Wii, PlayStation 2, PlayStation Portable, Nintendo DS, Microsoft Windows, Game Boy Advance, Nintendo GameCube, telefono cellulare e N-Gage. La demo della versione per PC è stata pubblicata il 31 agosto 2007; le demo per Xbox 360 e PlayStation 3, invece, sono state pubblicate il 13 settembre 2007. La tagline del gioco è "Can you FIFA 08?"

## Modalità di gioco
Il gioco utilizza un nuovo motore fisico per l'impatto col pallone, il motore per determinare il successo del tiro combina un numero elevato di variabili, tra cui la rotazione della palla, la pressione dei difensori, le caratteristiche del giocatore e anche la pressione dell'aria in modo da ricreare l'effetto di imprevedibilità del tiro.
Il gioco include una nuova intelligenza artificiale con un motore da 35 punti di decisione che permette ai giocatori di processare 1.000 potenziali opzioni e reazioni al secondo in tempo reale, più di 60.000 opzioni ogni minuto, grazie ad un sistema di mappatura dinamica.
Il gioco permette di combinare trucchi e mosse caratteristiche dei singoli giocatori e permette di definire uno stile di gioco personalizzato. Le animazioni possono venire interrotte in ogni momento per passare ad una nuova mossa.
Si può dettare il gioco con il nuovo controllo manuale per passaggi filtranti e cross. Usando il tasto destro si cambia in modo rapido la scelta dei difensori da comandare, e si può scegliere esattamente chi si deve marcare e quando.
Come su FIFA 07,c'è anche la modalità torneo,però si possono anche creare tornei personalizzati.I seguenti tipi sono 3:
Campionato;
Eliminazione diretta;
Gironi + eliminazione diretta.
Si possono ricevere in tempo reale le notizie calcistiche tramite podcasting e aggiornare le rose in seguito ai movimenti di mercato. Da segnalare infine una nuova modalità a quiz (QI calcistico) coi punti ottenuti spendibili per sbloccare materiale extra dal negozio, nonché una serie di minigiochi da intrattenimento.

## I campionati
FIFA 08 include 620 squadre autorizzate dalla FIFA, 30 campionati e più di 15.000 giocatori inclusi, 20% più di FIFA 07. Le nuove leghe sono la Football League Irlandese, la A-League australiana e la Gambrinus liga della Repubblica Ceca. Le seguenti leghe sono comprese in FIFA 08:
- A-League (nuovo)
- Fußball-Bundesliga
- Jupiler League
- Campeonato Brasileiro Série A[9]
- Gambrinus Liga (nuovo)
- K-League
- Superligaen
- Ligue 1
- Ligue 2
- Fußball-Bundesliga
- 2. Fußball-Bundesliga
- FA Premier League
- Football League Championship
- Football League One
- Football League Two
- League of Ireland First Division (nuovo)
- Serie A[10]
- Serie B
- Primera División de México
- Tippeligaen
- Eredivisie
- Ekstraklasa
- Primeira Liga[11]
- Scottish Premier League
- Primera División
- Segunda División
- Major League Soccer
- Allsvenskan
- Super League
- Süper Lig
- World League (Solo World XI e Classic XI)

### Resto del mondo
FIFA 08 ha 24 squadre nella relativa sezione Resto del Mondo. Queste squadre non fanno parte di nessun campionato elencato sopra, ma sono incluse in FIFA 08.
- La Chaux-de-Fonds
- Losanna
- Lugano
- Kaizer Chiefs
- Mamelodi Sundowns
- Orlando Pirates
- Arka Gdynia
- Górnik Łęczna
- Pogoń Szczecin
- Wisła Płock
- Boca Juniors
- River Plate
- Atlético Mineiro
- Bahia
- Fortaleza
- Ponte Preta
- São Caetano
- Santa Cruz
- AEK Atene
- Olympiakos
- PAOK

## Nazionali

La Nuova Zelanda, che è stata reinserita dopo alcune edizioni nel gioco

FIFA 08 ha 45 squadre nella relativa divisione internazionale:
- Argentina[13]
- Australia
- Austria
- Belgio
- Brasile
- Bulgaria
- Camerun
- Cina
- Corea del Sud
- Croazia
- Danimarca
- Ecuador
- Finlandia
- Francia
- Galles
- Germania
- Grecia
- Inghilterra
- Irlanda
- Irlanda del Nord
- Italia
- Messico
- Nigeria
- Norvegia
- Nuova Zelanda (nuova)
- Paesi Bassi[14] (nuova)
- Paraguay
- Polonia
- Portogallo
- Rep. Ceca1
- Romania
- Russia
- Scozia
- Slovenia
- Spagna
- Stati Uniti
- Sudafrica (nuova)
- Svezia
- Svizzera
- Tunisia
- Turchia
- Ucraina
- Ungheria
- Uruguay

1 Non presente in FIFA 07

## Gli stadi
FIFA 08 ha 38 stadi, 6 in più di FIFA 07 ma 2 in meno (il Santiago Bernabèu e l'Ataturk); qui di seguito sono elencati:
| #  | Stadio                   | Nome Reale                  | Luogo         | Bandiera                 | Squadra                     |
| -- | ------------------------ | --------------------------- | ------------- | ------------------------ | --------------------------- |
| 1  | Allianz Arena            | Allianz Arena               | Germania      | Germania (bandiera)      | Bayern Monaco Monaco 1860   |
| 2  | Amsterdam ArenA          | Amsterdam ArenA             | Paesi Bassi   | Paesi Bassi (bandiera)   | Ajax                        |
| 3  | Anfield                  | Anfield                     | Inghilterra   | Inghilterra (bandiera)   | Liverpool                   |
| 4  | AWD Arena                | AWD-Arena                   | Germania      | Germania (bandiera)      | Hannover 96                 |
| 5  | Azteca                   | Azteca                      | Messico       | Messico (bandiera)       | América                     |
| 6  | Bay Arena                | BayArena                    | Germania      | Germania (bandiera)      | Bayer Leverkusen            |
| 7  | Bessa                    | Estádio do Bessa Século XXI | Portogallo    | Portogallo (bandiera)    | Boavista                    |
| 8  | Calderón                 | Vicente Calderón            | Spagna        | Spagna (bandiera)        | Atlético Madrid             |
| 9  | Camp Nou                 | Camp Nou                    | Spagna        | Spagna (bandiera)        | Barcellona                  |
| 10 | Commerzbank Arena        | Commerzbank-Arena           | Germania      | Germania (bandiera)      | Eintracht Francoforte       |
| 11 | Constant Vanden Stock    | Constant Vanden Stock       | Belgio        | Belgio (bandiera)        | Anderlecht                  |
| 12 | Daegu Sports Complex     | Daegu World Cup Stadium     | Corea del Sud | Corea del Sud (bandiera) | Daegu                       |
| 13 | Delle Alpi               | Delle Alpi                  | Italia        | Italia (bandiera)        | Juventus Torino (1990-2006) |
| 14 | Dragão                   | Estádio do Dragão           | Portogallo    | Portogallo (bandiera)    | Porto                       |
| 15 | Emirates                 | Emirates Stadium            | Inghilterra   | Inghilterra (bandiera)   | Arsenal                     |
| 16 | Estadio Jalisco          | Jalisco                     | Messico       | Messico (bandiera)       | Guadalajara Atlas           |
| 17 | Estádio da Luz           | Estádio da Luz              | Portogallo    | Portogallo (bandiera)    | Benfica                     |
| 18 | Félix Bollaert           | Félix-Bollaert              | Francia       | Francia (bandiera)       | Lens                        |
| 19 | Gottlieb Daimler Stadion | Gottlieb-Daimler-Stadion    | Germania      | Germania (bandiera)      | Stoccarda                   |
| 20 | Hamburg Arena            | HSH Nordbank Arena          | Germania      | Germania (bandiera)      | Amburgo                     |
| 21 | Home Depot Center        | The Home Depot Center       | Stati Uniti   | Stati Uniti (bandiera)   | LA Galaxy Chivas USA        |
| 22 | José Alvalade            | José Alvalade               | Portogallo    | Portogallo (bandiera)    | Sporting Lisbona            |
| 23 | Mestalla                 | Mestalla                    | Spagna        | Spagna (bandiera)        | Valencia                    |
| 24 | Millennium Stadium       | Millennium Stadium          | Galles        | Galles (bandiera)        | Galles                      |
| 25 | Municipal de Gerland     | Stade de Gerland            | Francia       | Francia (bandiera)       | Olympique Lione             |
| 26 | Old Trafford             | Old Trafford                | Inghilterra   | Inghilterra (bandiera)   | Manchester Utd              |
| 27 | Olympiastadion           | Olympiastadion              | Germania      | Germania (bandiera)      | Hertha Berlino              |
| 28 | Parc des Princes         | Parc des Princes            | Francia       | Francia (bandiera)       | Paris Saint-Germain         |
| 29 | San Siro                 | Giuseppe Meazza             | Italia        | Italia (bandiera)        | Milan Inter                 |
| 30 | Seul Sang-Am             | Seoul World Cup Stadium     | Corea del Sud | Corea del Sud (bandiera) | Seoul                       |
| 31 | Signal Iduna Park        | Westfalenstadion            | Germania      | Germania (bandiera)      | Borussia Dortmund           |
| 32 | St. James' Park          | St James' Park              | Inghilterra   | Inghilterra (bandiera)   | Newcastle Utd               |
| 33 | Stade Vèlodrome          | Stade Vélodrome             | Francia       | Francia (bandiera)       | Olympique Marsiglia         |
| 34 | Stadio Olimpico          | Olimpico                    | Italia        | Italia (bandiera)        | Lazio Roma                  |
| 35 | Stamford Bridge          | Stamford Bridge             | Inghilterra   | Inghilterra (bandiera)   | Chelsea                     |
| 36 | Veltins Arena            | Veltins-Arena               | Germania      | Germania (bandiera)      | Schalke 04                  |
| 37 | Wembley Stadium          | Wembley Stadium             | Inghilterra   | Inghilterra (bandiera)   | Inghilterra                 |
| 38 | White Hart Lane          | White Hart Lane             | Inghilterra   | Inghilterra (bandiera)   | Tottenham                   |

L'ex stadio dell'Arsenal (Highbury Stadium) è disponibile nell FIFA-shop.

### Stadi generici
- Closed Square Style
- Div1 Euro Style
- Div1 UK Style
- Div2 Euro Style
- Div2 UK Style
- Div3 Euro Style
- Div3 UK Style
- Generic Modern
- Modern Euro
- Modern South America
- Olympic Style
- Open Square Style
- Oval Style

## Commentatori
I commentatori in lingua italiana, come nella precedente edizione in FIFA 07, sono Fabio Caressa e Giuseppe Bergomi, corrispettivi telecronisti di Sky.

## Giocatori nelle copertine
Ronaldinho compare sulle copertine del gioco in tutto il mondo, insieme a uno o più calciatori secondo i Paesi:

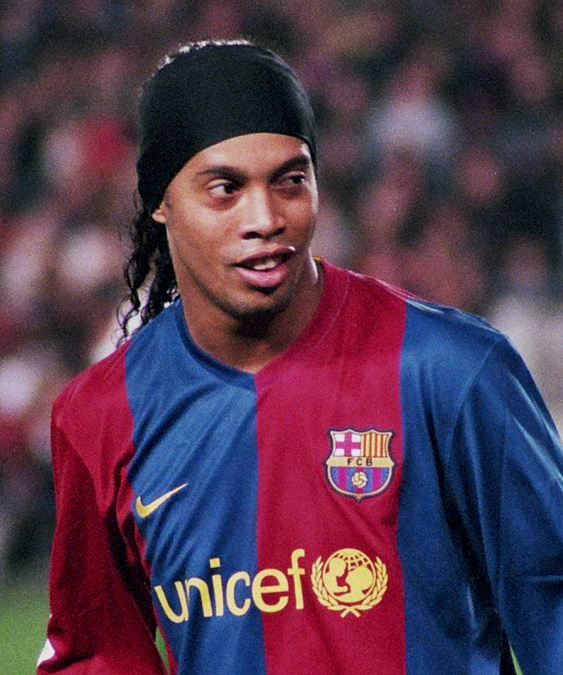
Ronaldinho

- In Germania: Miroslav Klose[16]
- In Spagna: Sergio Ramos[16]
- In Francia: Franck Ribéry[17]
- In Messico e negli Stati Uniti d'America: Guillermo Ochoa e Jozy Altidore[16]
- In Polonia: Euzebiusz Smolarek[16]
- Nel Regno Unito e in Australia: Wayne Rooney[16]
- In Austria: Andreas Ivanschitz[15]
- In Svizzera: Tranquillo Barnetta[18]
- In Romania: Gheorghe Hagi
- In Brasile: Alexandre Pato

## Colonna sonora
Come di consueto nelle serie FIFA, il gioco include un'ampia serie di musiche come colonna sonora. Le musiche incorporate nel gioco sono:
- !!! - "All My Heroes Are Weirdos"
- Apartment - "Fall Into Place"
- Art Brut - "Direct Hit"
- Aterciopelados - "Paces"
- Babamars - "The Core"
- Bodyrox e Luciana - "What Planet You On?"
- Bonde do Rolê - "Solta o Frango"
- CAMP - "From Extremely Far Away"
- Carpark North - "Human"
- CéU - "Malemolência"
- Cheb i Sabbah - "Toura Toura (Nav Deep Remix)"
- Cansei de Ser Sexy - "Off the Hook"
- Datarock - "Fa-Fa-Fa"
- Digitalism - "Pogo"
- Disco Ensemble - "We Might Fall Apart"
- Dover - "Do Ya"
- Heroes & Zeros - "Into the Light"
- Ivy Queen - "Que Lloren"
- Junkie XL - "Clash"
- Jupiter One - "Unglued"
- Kenna - "Out of Control (State of Emotion)"
- k-os - "Born to Run"
- La Rocca - "Sketches (20 Something Life)"
- Lukas Kasha - "Love Abuse"
- Madness ft. Sway and Baby Blue - "Sorry"
- Maxïmo Park - "The Unshockable"
- Melody Club - "Fever Fever"
- Istituto messicano di suono - "El Microfono"
- Modeselektor ft. Sasha Perera - "Silikon"
- Noisettes - "Don't Give Up"
- Pacha Massive - "Don't Let Go"
- Peter Bjorn and John - "Young Folks"
- Planet Funk - "Static"
- Protest the Hero - "Sequoia Throne"
- Robyn - "Bum Like You"
- Rocky Dawuni - "Wake Up the Town"
- Santigold - "You Will Find a Way"
- Simian Mobile Disco - "I Believe"
- Superbus - "Butterfly"
- Switches - "Drama Queen"
- The Automatic - "Monster"
- The Cat Empire - "Sly"
- The Hoosiers - "Goodbye Mr A"
- The Hours - "Ali in the Jungle"
- The Tellers - "More"
- Tigarah - "Culture, Color, Money, Beauty"
- Travis - "Closer"
- Tumi and the Volume - "Afrique"
- Vassy - "Wanna Fly"
- Wir sind Helden - "Endlich ein Grund zur Panik"
- Yonderboi - "Were You Thinking of Me?"